# Oïlské jazyky
Oïlské jazyky jsou podskupinou románských jazyků, rozšířenou v severní části gallo-románské oblasti. Zahrnují francouzštinu a příbuzné jazyky.

## Původ názvu
Název oïlské jazyky (francouzsky langues d'oïl) je odvozen od slova oïl, které ve staré francouzštině znamenalo ano. Slovo oïl (v moderní francouzštině oui) se užívalo v severní části dnešní Francie a tím se tyto jazyky odlišovaly od jižní oblasti, kde se užíval výraz oc. Proto se starý jihofrancouzský jazyk nazýval langue d'oc (odtud název regionu Languedoc) nebo také okcitánština (occitan).
Trema (diakritické znaménko) nad i značí, že se samohlásky o+i čtou samostatně (jako v češtině) a ne jako běžná francouzská dvojhláska [ua].

## Rozšíření
Nejrozšířenějším oïlským jazykem je francouzština, dalšími oïlské jazyky se používají hlavně v severní Francii, Belgii a Švýcarsku. Některé z nich jsou často považovány za dialekt francouzštiny. Původně pojem langue d'oïl (oilský jazyk) označoval různé dialekty užívané v severní části raně až vrcholně středověké Francie, které se souborně nazývají starofrancouzština.
V jižní Francii jsou rozšířené jiné gallorománské jazyky, např. okcitánština, katalánština, franko-provensálština.

## Seznam oïlských jazyků
(Většina oïlských jazyků se často bere pouze jako dialekt francouzštiny)
- Francouzština
- Pikardština
- Valonština
- Lotrinština
- Normanština
- Guernseyština
- Jerseyština
- Champeonština
- Orleanština
- Touraineština
- Berrichon
- Bourbonština
- Burgundština
- Franko-komtoiština
- Poitevin-saintongeaiština
- Armorické dialekty
- Pařížština